# Cerathybos catharinensis
Cerathybos catharinensis är en tvåvingeart som beskrevs av Ale-rocha och José Albertino Rafael 1995. Cerathybos catharinensis ingår i släktet Cerathybos och familjen puckeldansflugor. Inga underarter finns listade i Catalogue of Life.